# Хирому Аракава
Хирому Аракава (荒川 弘, Arakawa Hiromu; Макубецу, 8. мај 1973) јапанска је манга уметница, најпознатија по делу Челични алхемичар, као и мангама Silver Spoon и The Heroic Legend of Arslan.

## Биографија
Аракава је рођена 8. маја 1973. године у субпрефектури Токачи, лоцираној у Хокаиду, Јапан. Одрасла је у земљорадничкој породици, са три старије сестре и млађим братом. Одмалена је сањала да постане мангака, често цртајући у школским свескама. Уписала је курс сликања након што је завршила средњу школу. Седам година је упоредно ишла на сликање и радила на породичној њиви. Тада је такође заједно са пријатељима објавила доџинши (дело базирано на већ постојећој франшизи), и за један часопис нацртала кратак стрип (јонкома – стрип од четири панела).
Преселила се у Токио 1999. године. Своју манга каријеру започела је у компанији Square Enix, радећи као асистент за Хиројукија Ету, аутора манге Mahōjin Guru Guru. Исте године објавила је сопствену мангу, Stray Dog, у часопису Monthly Shōnen Gangan, и за њу освојила прво место на такмичењу које спроводи тај магазин. У истом часопису је 2000. године објавила једно поглавље манге Shanghai Yōmakikai.
Прво поглавље Челичног алхемичара објављено је јула 2001. године, такође у часопису . Манга се серијализовала до септембра 2010. године, са укупно 108 поглавља сакупљених у 27 танкобона. Ово је Аракавина најпознатија манга, и једна од мрачнијих. Адаптирана је у две аниме серије, с тим да је прва адаптација имала оригиналан крај јер се завршила пре саме манге. Серија је 2004. године освојила прво место на Шогакукановом такмичењу за најбољу мангу у шонен категорији. Када се друга аниме адаптација ближила крају, Аракава је директору серије показала крај манге, и обе серије су завршене скоро у исто време. Иако се друга адаптација држи манге, многи критичари сматрају да је манга мрачнија, како тематски тако и визуелно.
Аракава тренутно живи у Токију. Удата је и има троје деце. Објавила је још манги, као што су Raiden-18, Sōten no Kōmori и Hero Tales; с тим да је Hero Tales настао у колаборацији са два студија, па се за аутора користи псеудоним „Хуанг Ђин Џоу”. Аракава је такође била карактер дизајнер за аниме адаптацију. Урадила је наслову страну за роман The Demon's Lexicon, ауторке Саре Рис Бренан.
Априла 2011. године, Аракава је објавила мангу Silver Spoon. Серијализовала се до 2019. године, у Шогакукановом часопису . Манга је више реалистична од њених претходних радова, али је такође постала веома популарна и 2013. године била адаптирана у аниме серију. Аракава је исте године у Коданшином часопису Bessatsu Shōnen Magazine објавила манга адаптацију романа The Heroic Legend of Arslan.
Од децембра 2021. године ради на манги Yomi no Tsugai.

## Инспирације
Аракава је рекла да је њен стил инспирисан цртежима Суиха Тагаве, аутора манге Норакуро. Доста је научила радећи за Хиројукија Ета. Такође је навела Румико Такахаши и Шигеруа Мизукија за инспирације, као и мангу Kinnikuman и америчког стрип-цртача Мајка Мигнолу.

## Дела
- (1999)
- (上海妖魔鬼怪) (2000)
- Челични алхемичар (鋼の錬金術師 ) (2001–2010)
- (2005–2021)[25]
- (蒼天の蝙蝠) (2006)
- (獣神演武 ) (2006–2010)[26]
- (百姓貴族 ) (2006–)
- (銀の匙 ) (2011–2019)
- (アルスラーン戦記 ) (2013–)
- (黄泉のツガイ) (2021–)

## Награде
- 1999: за мангу Stray Dog на 9. додели за Ениксову награду.[2]
- 2003: за мангу Челични алхемичар на 49. додели за Шогакуканову награду за манге, у категорији за шонен.[12]
- 2011: на 15. додели за Културолошку награду „Тезука Осаму”, у категорији за „новог уметника”.[27]
- 2011: за мангу Челични алхемичар на 42. додели за награду Сеиун, у категорији за научну фантастику.[28]
- 2012: за мангу Silver Spoon на 5. додели за награду Таишо.[29]
- 2012: за мангу Silver Spoon на 58. додели за Шогакуканову награду за манге, у категорији за шонен.[30]